# Egan-Sud
Egan-Sud è un comune del Canada, situato nella provincia del Québec, nella regione di Outaouais.